# Monika Hörig

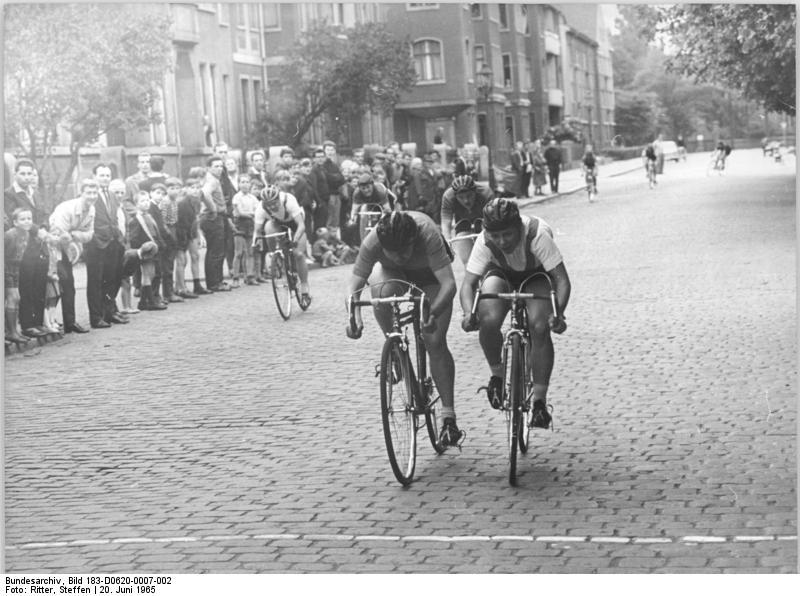
Monika Hörig (links) und Karla Günther (rechts) 1965

Monika Hörig (* 20. Jahrhundert) ist eine ehemalige deutsche Radrennfahrerin.

## Sportliche Laufbahn
Hörig war im Straßenradsport und im Bahnradsport in der DDR aktiv. 1962 wurde sie bei der nationalen Meisterschaft im Bahnradsport Zweite hinter Andrea Elle in der Einerverfolgung. 1962 und 1964 wurde sie Dritte der Meisterschaft.
Auf der Straße gewann sie 1964 das erste für Frauen in der DDR ausgetragene Etappenrennen über 205 Kilometer in Frankfurt an der Oder vor Andrea Elle. 1964 war sie bereits für die Straßenradsport-Weltmeisterschaften nominiert. Allerdings erhielten die DDR-Sportler keine Ausreisevisa in das westliche Ausland, so dass sie nicht starten konnte.
Sie startete für den SC Einheit Berlin, der 1963 im TSC Berlin aufging.